# Campeonato Piauiense 2022
El Campeonato Piauiense de Fútbol 2022 fue la 82.ª edición de la primera división de fútbol del estado de Piauí. El torneo fue organizado por la Federação de Futebol do Piauí (FFP). El torneo comenzó el 15 de enero y finalizó el 30 de abril.
Fluminense de Teresina se consagró campeón por primera vez tras empatar en la final a ida y vuelta ante Parnahyba, aunque desempatando gracias a la ventaja deportiva.

## Sistema de juego

### Primera fase
Los 8 equipos se enfrentan en modalidad de todos contra todos en partidos de ida y vuelta. Culminadas las catorce fechas, los últimos dos equipos posicionados en la tabla de posiciones descienden a la Segunda División. Mientras que los cuatro primeros clasifican a la segunda fase.

### Segunda fase
- Semifinales: Los enfrentamientos son a doble partido y se emparejan con respecto al puntaje de la primera fase, de la siguiente forma:
  - 1.º vs. 4.º
  - 2.º vs. 3.º

- Final: Los dos ganadores de las semifinales disputan la final, se juega de igual manera a doble partido.

- Nota 1: En caso de empate en puntos y diferencia de goles en cualquier llave, se declarará ganador al equipo que obtuvo mayor puntaje durante la primera fase.
- Nota 2: Tanto en las semifinales como en la final, el equipo con menor puntaje en la primera fase comienza la llave como local.

### Clasificaciones
- Copa de Brasil 2023: Clasifican los dos finalistas del campeonato.
- Copa do Nordeste 2023: Clasifican tres equipos. A la fase de grupos accede únicamente el campeón. A la Pre-Copa do Nordeste acceden dos equipos: el subcampeón y el equipo con mejor posición en el Ranking CBF 2022 (exceptuando a los dos equipos mencionados anteriormente).
- Serie D 2023: Clasifican los dos mejores equipos de la tabla acumulada que no disputen la Serie A, Serie B o Serie C en la temporada 2022 o la Serie C en 2023.

## Equipos participantes
| Equipo           | Ciudad   | Estadio           | Capacidad | Posición 2021      | Títulos (último) |
| ---------------- | -------- | ----------------- | --------- | ------------------ | ---------------- |
| 4 de Julho       | Piripiri | Arena Ytacoatyara | 8500      | 3.º                | 4 (2020)         |
| Altos            | Altos    | Felipão           | 3000      | Campeón            | 3 (2021)         |
| Corisabbá        | Floriano | Tibeirão          | 4500      | 2.º (2.ª división) | 1 (1995)         |
| Flamengo Piauí   | Teresina | Lidolfinho        | 12 760    | 4.º                | 17 (2009)        |
| Fluminense Piauí | Teresina | Albertão          | 44 200    | 2.º                | 0                |
| Oeirense         | Oeiras   | Gerson Campos     | 4000      | 1.º (2.ª división) | 0                |
| Parnahyba        | Parnaíba | Piscinão          | 4700      | 5.º                | 13 (2013)        |
| Ríver Piauí      | Teresina | Albertão          | 44 200    | 6.º                | 31 (2019)        |

| Crecimiento | Equipos provenientes del Campeonato Piauiense de Segunda División 2021. |

## Primera fase

### Tabla de posiciones
| Pos. | Equipo           | Pts. | PJ | G | E | P  | GF | GC | Dif. | Clasificación          |
| ---- | ---------------- | ---- | -- | - | - | -- | -- | -- | ---- | ---------------------- |
| 1    | Fluminense Piauí | 30   | 14 | 9 | 3 | 2  | 31 | 10 | +21  | Segunda fase.          |
| 2    | Altos            | 29   | 14 | 8 | 5 | 1  | 29 | 8  | +21  | Segunda fase.          |
| 3    | Parnahyba        | 24   | 14 | 7 | 3 | 4  | 19 | 22 | −3   | Segunda fase.          |
| 4    | 4 de Julho       | 24   | 14 | 6 | 6 | 2  | 17 | 8  | +9   | Segunda fase.          |
| 5    | Ríver Piauí      | 21   | 14 | 6 | 3 | 5  | 22 | 16 | +6   |                        |
| 6    | Corisabbá        | 13   | 14 | 3 | 4 | 7  | 15 | 23 | −8   |                        |
| 7    | Oeirense         | 11   | 14 | 2 | 5 | 7  | 12 | 22 | −10  | Descenso de categoría. |
| 8    | Flamengo Piauí   | 1    | 14 | 0 | 1 | 13 | 5  | 41 | −36  | Descenso de categoría. |

 Fuente: FFP
Criterios de clasificación: 1) Puntos; 2) Partidos ganados; 3) Diferencia de gol; 4) Goles anotados; 5) Menor cantidad de tarjetas rojas; 6) Menor cantidad de tarjetas amarillas; 7) Sorteo.

### Resultados
| Local \ Visitante | 4JU | ALT | COR | FLA | FLU | OEI | PAR | RIV |
| ----------------- | --- | --- | --- | --- | --- | --- | --- | --- |
| 4 de Julho        | —   | 0–0 | 2–0 | 1–0 | 1–1 | 1–0 | 5–0 | 1–0 |
| Altos             | 1–0 | —   | 2–2 | 7–1 | 0–0 | 1–0 | 3–0 | 1–0 |
| Corisabbá         | 2–3 | 2–2 | —   | 2–0 | 0–2 | 1–1 | 0–2 | 2–1 |
| Flamengo Piauí    | 0–0 | 0–6 | 2–3 | —   | 0–4 | 1–2 | 0–4 | 0–1 |
| Fluminense Piauí  | 1–1 | 0–1 | 1–0 | 4–0 | —   | 2–1 | 5–0 | 0–1 |
| Oeirense          | 1–1 | 0–4 | 1–1 | 1–0 | 2–3 | —   | 0–1 | 1–1 |
| Parnahyba         | 1–1 | 1–1 | 1–0 | 1–0 | 0–3 | 4–1 | —   | 2–1 |
| Ríver Piauí       | 1–0 | 2–0 | 3–0 | 5–1 | 3–5 | 1–1 | 2–2 | —   |

## Segunda fase

#### Cuadro de desarrollo
|  | Semifinales      | Semifinales      | Semifinales      | Semifinales      | Semifinales      |   |   | Final            | Final            | Final            | Final            | Final            |  |
|  | 6 al 13 de abril | 6 al 13 de abril | 6 al 13 de abril | 6 al 13 de abril | 6 al 13 de abril |   |   | 21 y 30 de abril | 21 y 30 de abril | 21 y 30 de abril | 21 y 30 de abril | 21 y 30 de abril |  |
|  |                  |                  |                  |                  |                  |   |   |                  |                  |                  |                  |                  |  |
|  |                  |                  |                  |                  |                  |   |   |                  |                  |                  |                  |                  |  |
|  | 1                | Fluminense Piauí | 1                | 1                | 2                |   |   |                  |                  |                  |                  |                  |  |
|  | 1                | Fluminense Piauí | 1                | 1                | 2                |   |   |                  |                  |                  |                  |                  |  |
|  | 4                | 4 de Julho       | 1                | 0                | 1                |   |   |                  |                  |                  |                  |                  |  |
|  | 4                | 4 de Julho       | 1                | 0                | 1                |   | 1 | Fluminense Piauí | 1                | 0                | 1                |                  |  |
|  |                  |                  |                  |                  |                  |   | 1 | Fluminense Piauí | 1                | 0                | 1                |                  |  |
|  |                  |                  | 3                | Parnahyba        | 0                | 1 | 1 |                  |                  |                  |                  |                  |  |
|  | 2                | Altos            | 3                | Parnahyba        | 0                | 1 | 1 | 0                | 2                | 2                |                  |                  |  |
|  | 2                | Altos            |                  |                  |                  |   |   | 0                | 2                | 2                |                  |                  |  |
|  | 3                | Parnahyba        | 3                | 0                | 3                |   |   |                  |                  |                  |                  |                  |  |
|  | 3                | Parnahyba        | 3                | 0                | 3                |   |   |                  |                  |                  |                  |                  |  |
|  |                  |                  |                  |                  |                  |   |   |                  |                  |                  |                  |                  |  |

Nota: El equipo que ocupa la primera línea es el que define la serie como local.
| Bandera del estado de Piauí |
| Campeón                     |
| Fluminense Piauí 1.° título |

## Clasificación final
| Pos. | Equipo               | Pts. | PJ | G  | E | P  | GF | GC | Dif. | Clasificación                                              |
| ---- | -------------------- | ---- | -- | -- | - | -- | -- | -- | ---- | ---------------------------------------------------------- |
| 1.°  | Fluminense Piauí (C) | 37   | 18 | 11 | 4 | 3  | 34 | 12 | +22  | Copa de Brasil 2023, Copa do Nordeste 2023 y Serie D 2023. |
| 2.°  | Parnahyba            | 30   | 18 | 9  | 3 | 6  | 23 | 25 | −2   | Copa de Brasil 2023 y Serie D 2023.                        |
| 3.°  | Altos                | 32   | 16 | 9  | 5 | 2  | 31 | 11 | +20  | Pre-Copa do Nordeste 2023.                                 |
| 4.°  | 4 de Julho           | 25   | 16 | 6  | 7 | 3  | 18 | 10 | +8   |                                                            |
| 5.°  | Ríver Piauí          | 21   | 14 | 6  | 3 | 5  | 22 | 16 | +6   |                                                            |
| 6.°  | Corisabbá            | 13   | 14 | 3  | 4 | 7  | 15 | 23 | −8   |                                                            |
| 7.°  | Oeirense             | 11   | 14 | 2  | 5 | 7  | 12 | 22 | −10  | Segunda División 2023.                                     |
| 8.°  | Flamengo Piauí       | 1    | 14 | 0  | 1 | 13 | 5  | 41 | −36  | Segunda División 2023.                                     |

Reglas de clasificación: 1) Puntos; 2) Partidos ganados; 3) Diferencia de gol; 4) Goles anotados; 5) Menor cantidad de tarjetas rojas; 6) Menor cantidad de tarjetas amarillas; 7) Sorteo.